# Армин Хегедюш
Армин Хегедюш (на унгарски: Hegedűs Ármin) е известен унгарски архитект, представител на унгарския сецесион.

## Биография
Роден е на 5 октомври 1869 година в Сечен, тогава в Австро-Унгария. В 1891 година завършва архитектура в Техническия университет в Будапеща.
След завършването си работи за будапещенската община и участва в изграждането на гробището Керешпи. В 1896 година заедно с Хенрик Бьом основават собствено архитектурно бюро. Бьом ръководи офиса на компанията и отговаря за общите планове на сградите, а Хегедюш – за фасадите и детайлите. Това сътрудничество продължава до края на 30-те години на XX век. Макар обикновено да работят заедно, често пъти правят индивидуални проекти. Двамата участват в дизайна на Пещенското еврейско училище на улица „Хазар Андраш“ 10, разработен първоначално от Бела Лайта.
Автори са на сградата Тьорьок банк на площад „Сервита“, на чиято реставрирана между 2007 и 2009 г. фасада има блестяща мозайка. За съжаление глобусът на покрива е унищожен. Сградата на училището на улица „Доб“ 85 е също с толкова красива мозайка – с играещи деца. Заслужават внимание кметството на XX район и синагогата в IV район.
Стилът на Хегедюш и Бьом е многообразен. В началото ясно се вижда влияние от Йодьон Лехнер. Тьорьок банк е прекрасен пример на унгарски сецесион (ар нуво), но много други техни произведения са в стил необарок. Използват и комбинация от двата стила, като например в кметството в Уйпещ от 1899 година, което отвън е доста класическо, но детайлите на стълбището са в ар нуво. Към края на тяхното сътрудничество архитектите вече клонят към стила Нова вещественост, което може да се види площад „Хорват Михай“ и на улица „Напрафорго“.
Извън Будапеща двамата са автори на няколко сгради като Чактомя (казино) и Кишкунфелегхаза (хотел и баня). Освен това са автори на дизайна на няколко гробници в еврейското гробище на улица „Козма“.
Умира на 29 юни 1945 година в Будапеща.

## Творчество
Непълен списък с произведения на Хегедюш, работени предимно в сътрудничество с Бьом:
- 1896 г. – район IV. улица „Берзевици Гергей“ 8: Синагога
- 1899 г. – район IV. булевард „Ищван“ 14: Уйпещенско кметство (Újpesti Városháza)
- 1905 – 1906 г. – район VII. улица „Доб“ 85: начално училище
- 1906 г. – район V. площад „Сервита“ 3: Тьорьок банк (Török-bankház)
- 1906 г. – район XX. площад „Лайош Кошут“ 1: Пещережебетинско кметство (Pesterzsébet Városháza), частично реконструирано
- 1911 г. – район IV. булевард „Медери“ 4: Уйпещенска кланица (Újpesti vágóhíd)
- 1911 – 1918 г. – район XI. площад „Сент Гелерт“ 1: Гелертска баня и хотел (Gellért Gyógyfürdő és Szálló) в сътрудничество с Артур Шебещен и Изидор Щерк
- 1911 – 1912 г. – район V. улица „Герлоци“ 11 / улица „Шемелвайс“ 27: частен дом
- 1912 г. – район V. улица „Ваци“ 78-80: частен дом
- 1928 г. – район IV. улица „Гьоргей Артур“ 69: Уйпещенски родилен дом (Újpesti szülõotthon)
- 1930 г. – район VIII. площад „Хорват Михай“ 15: жилищна кооперация
- 1913 – 1914 и 1923 – 1931 г. – район XIV. улица „Хазар Андраш“ 10: Пещенска еврейска гимназия (Pesti Izraelita Hitközség Alapítványi Gimnáziuma)
- 1926 г. – район IV. булевард „Дьондьоши“: жилищна кооперация
- 1931 г. – район II. улица „Напрафорго“ 14: вила